# Ołena Żyrko
Ołena Mykołajiwna Żyrko, po mężu Marenczikowa (ukr. Олена Миколаївна Жирко [Маренчікова]; ur. 16 lutego 1968 w Dniepropetrowsku) – ukraińska koszykarka, występująca na pozycji niskiej skrzydłowej, reprezentantka ZSRR oraz Ukrainy, mistrzyni olimpijska, dwukrotna mistrzyni Europy.

## Osiągnięcia
Na podstawie, o ile nie zaznaczono inaczej.

### Drużynowe
- Mistrzyni:
  - Euroligi (1999, 2000)
  - Ukrainy (1992, 1993, 2007)[3]
  - ZSRR (1991, 1992)
  - Słowacji (1995–2000)
  - Austrii (2005)
- Wicemistrzyni Euroligi (1992)
- 3. miejsce w Eurolidze (1996, 1997)

### Reprezentacja
- Mistrzyni:
  - olimpijska (1992)[4]
  - Europy (1991, 1995)[5][6]
- Uczestniczka igrzysk olimpijskich (1992, 1996 – 4. miejsce)[7][8]